# Fovu Baham
Il Fovu Baham è una società di calcio camerunese con sede Baham. È affiliato alla Federazione calcistica del Camerun e milita nella massima serie del campionato nazionale. I colori ufficiali del club sono il viola ed il bianco.

## Palmarès

### Competizioni nazionali
- Campionato camerunese: 1

2000
- Coppa del Camerun: 3

2001, 2010, 2023
- Supercoppa del Camerun: 1

2001

### Altri piazzamenti
- Campionato camerunese:

Secondo posto: 2005
- Coppa del Camerun:

Finalista: 2006